# Șuici
Șuici là một xã thuộc hạt Argeș, România. Dân số thời điểm năm 2002 là 2935 người.